# إيفيت بيكر
إيفيت بيكر (بالإنجليزية: Yvette Baker)‏ هي سباحة متزامنة بريطانية، ولدت في 25 نوفمبر 1991 في Sutton Coldfield ‏ في المملكة المتحدة.

## وصلات خارجية
- إيفيت بيكر على موقع الاتحاد الدولي للسباحة (الإنجليزية)
- إيفيت بيكر على موقع اللجنة الأولمبية الدولية (الإنجليزية)
- إيفيت بيكر على موقع أوليمبيديا (الإنجليزية)
- إيفيت بيكر على موقع اللجنة الأولمبية البريطانية (الإنجليزية)